# SDガンダム GCENTURY
『SDガンダム GCENTURY』は1997年3月20日にバンダイから発売されたPlayStation用ゲームソフトである。

## 概要
ファミリーコンピュータで発売された『SDガンダムワールド ガチャポン戦士シリーズ』やスーパーファミコンで発売された『SDガンダムX』、『SDガンダムGX』の流れを汲むSDガンダムによるウォー・シミュレーションゲームである。「100年遊べるシミュレーション」として再発された。
ユニットの経験レベルが細分化し、個々のユニットにパイロットという概念が追加された。パイロットには従来の経験レベルの他に、階級とNTレベルという3つのレベルを持つ。 NTレベルが低いとサイコミュ兵器が使えない。 
本作品はPSソフトでは珍しいCD-DA方式のため、サントラとしてCDプレイヤー等でゲームBGMを直接再生することが出来た。

## システム
以下の5つのモードが存在する。
- シナリオモード - ガンダムシリーズの名場面を再現したステージで戦うモード
- シングルモード - １つのマップで戦う簡易モード
- ワールドモード - 宇宙や地球や月などのマップを行き来して戦うモード
- センチュリーモード - 決められたステージ毎の条件をクリアしていくモード
- アクションモード - 好きなユニットを選んでアクションバトルだけを楽しむモード

シナリオモード以外では、連邦やジオンなど14の軍から好きな軍を選択して自軍を設定する。また、好きなMSを選択してオリジナルの軍を作成することも可能。
戦闘はアクションバトルになっており、1回の戦闘で最大7体のMSや戦艦などが入り乱れて戦う。

## 登場作品
SS版では使用できるMSの種類が増えている。
- 機動戦士ガンダム
- 機動戦士ガンダム 第08MS小隊
- 機動戦士ガンダム0080 ポケットの中の戦争
- 機動戦士ガンダム0083 STARDUST MEMORY
- 機動戦士Ζガンダム
- 機動戦士ガンダムΖΖ
- 機動戦士ガンダム 逆襲のシャア
- 機動戦士ガンダムF91
- 機動戦士Vガンダム
- 機動武闘伝Gガンダム
- 新機動戦記ガンダムW
- 機動新世紀ガンダムX